# Roches-sur-Marne
Roches-sur-Marne és un municipi francès situat al departament de l'Alt Marne i a la regió del Gran Est. L'any 2007 tenia 604 habitants.

## Demografia

### Població
El 2007 la població de fet de Roches-sur-Marne era de 604 persones. Hi havia 244 famílies de les quals 52 eren unipersonals (12 homes vivint sols i 40 dones vivint soles), 104 parelles sense fills, 84 parelles amb fills i 4 famílies monoparentals amb fills.
La població ha evolucionat segons el següent gràfic:
Habitants censats

### Habitatges
El 2007 hi havia 257 habitatges, 247 eren l'habitatge principal de la família, 4 eren segones residències i 6 estaven desocupats. 255 eren cases i 2 eren apartaments. Dels 247 habitatges principals, 207 estaven ocupats pels seus propietaris, 37 estaven llogats i ocupats pels llogaters i 3 estaven cedits a títol gratuït; 1 tenia una cambra, 4 en tenien dues, 35 en tenien tres, 71 en tenien quatre i 137 en tenien cinc o més. 206 habitatges disposaven pel capbaix d'una plaça de pàrquing. A 89 habitatges hi havia un automòbil i a 134 n'hi havia dos o més.

### Piràmide de població
La piràmide de població per edats i sexe el 2009 era:
| Homes | Edats   | Dones |
| ----- | ------- | ----- |
| 0     | 95 o +  | 0     |
| 0     | 90 a 94 | 0     |
| 0     | 85 a 89 | 0     |
| 0     | 80 a 84 | 4     |
| 20    | 75 a 79 | 16    |
| 8     | 70 a 74 | 12    |
| 20    | 65 a 69 | 24    |
| 12    | 60 a 64 | 12    |
| 8     | 55 a 59 | 4     |
| 36    | 50 a 54 | 20    |
| 28    | 45 a 49 | 32    |
| 24    | 40 a 44 | 32    |
| 28    | 35 a 39 | 16    |
| 8     | 30 a 34 | 28    |
| 20    | 25 a 29 | 12    |
| 20    | 20 a 24 | 16    |
| 32    | 15 a 19 | 20    |
| 28    | 10 a 14 | 32    |
| 8     | 5 a 9   | 12    |
| 4     | 0 a 4   | 4     |

## Economia
El 2007 la població en edat de treballar era de 398 persones, 277 eren actives i 121 eren inactives. De les 277 persones actives 252 estaven ocupades (148 homes i 104 dones) i 25 estaven aturades (12 homes i 13 dones). De les 121 persones inactives 46 estaven jubilades, 36 estaven estudiant i 39 estaven classificades com a «altres inactius».

### Ingressos
El 2009 a Roches-sur-Marne hi havia 241 unitats fiscals que integraven 585 persones, la mediana anual d'ingressos fiscals per persona era de 18.103 €.

### Activitats econòmiques
Dels 7 establiments que hi havia el 2007, 2 eren d'empreses de construcció, 3 d'empreses de comerç i reparació d'automòbils, 1 d'una empresa de serveis i 1 d'una empresa classificada com a «altres activitats de serveis».
L'únic servei als particulars que hi havia el 2009 era una fusteria.
L'únic establiment comercial que hi havia el 2009 era una gran superfície de material de bricolatge.
L'any 2000 a Roches-sur-Marne hi havia 4 explotacions agrícoles.

## Equipaments sanitaris i escolars
El 2009 hi havia una escola elemental.

## Poblacions més properes
El següent diagrama mostra les poblacions més properes.